# Meromenia
Meromenia is een geslacht van wormmollusken uit de  familie van de Amphimeniidae.

## Soort
- Meromenia hirondellei Leloup, 1949